# 皱叶柃
皱叶柃（学名：Eurya rugosa）为山茶科柃木属下的一个种。

## 扩展阅读
- 維基物種上的相關：皱叶柃